# Arne Widegård
Arne Widegård, född 6 juli 1916 i Ärtemark, Dalsland, död 16 maj 1983, metodistpastor, lärare och psalmförfattare/översättare av psalmtexter. Han finns representerad i flera psalmböcker, bland annat 1986 års psalmbok med två bearbetade texter (nr 44 och 290) därtill i Frälsningsarméns sångbok 1990 (FA) och Psalmer och Sånger 1987 (P&S).

## Sånger
- Den stad Johannes såg en gång
- Det folk som vandrar i mörkret (FA nr 720) skriven 1965
- Du har ett liv som är dig givet
- En skymt av himlens härlighet
- Ge mig den tro som himlen ser
- Giv mig, o Gud, ett hjärta rent (FA nr 400)
- Herre, din dag var också lik (1986 nr 290) översatt 1979
- Herre, samla mina tankar
- Hur skall jag prisa dig, min Gud
- Jesus, du som älskar mig (FA nr 462)
- Kom, låt oss skynda fort till dem
- O giv mig tusen tungors ljud (1986 nr 44) översatt 1982
- O Herre, låt ditt namn i dag
- Var skall min själ få rätta ord